# Aéroport de Rouyn-Noranda
L'aéroport régional de Rouyn-Noranda, est situé à 16 kilomètres à l'est du centre-ville de Rouyn-Noranda, Québec, Canada.

## Historique
C'est en 1949 que la Cité de Rouyn, avec l'aide financière du ministère des Transports fédéral, entreprit la construction de l'aéroport hors de son territoire, près de la rivière Kinojévis et en bordure de la route reliant Rouyn à Val-d'Or. Jusqu'alors, le service aérien était assuré, et ce depuis 1924, par des hydravions opérant à partir d'une base située sur la rive sud du lac Osisko. La Cité de Noranda n'avait pas autorisé l'établissement d'une base d'hydravion sur la rive nord du lac et ne contribua pas au financement des travaux de l'aéroport.
L'aéroport fut inauguré le 16 décembre 1949. La compagnie Canadian Pacific Airlines établit des liaisons quotidiennes vers Montréal et Toronto avec des appareils Douglas DC3. Trans-Canada Airlines prit la relève en 1955, toujours avec des appareils Douglas DC3. Ces avions furent remplacés par des turbopropulseurs Vickers Viscount en 1958 puis par des McDonnell Douglas DC9 en 1974.
Le 1er mai 1967, la Cité de Rouyn vendait l'aéroport pour un dollar au ministre des Transports du Canada. Par la suite, des contrats de location des terrains ainsi qu'une entente de gérance de l'aéroport par la Ville ont été conclus et renouvelés régulièrement. Le 17 mars 1997, Transports Canada rétrocédait la propriété de l'aéroport à la Ville de Rouyn-Noranda.

### Rôle de l'aéroport
Des services aériens réguliers sont offerts vers les grands centres du sud (Montréal, Québec) ainsi que des vols nolisés vers le Nord (complexe La Grande, Nemiscau, Mine Éléonore, Kattiniq-Donaldson). Son rôle est de répondre aux besoins socio-économiques de l'Abitibi-Témiscamingue, du Nord-Est de l'Ontario et du Nord-du-Québec. L'aéroport a également son importance pour la desserte en cas d’évacuation médicale. Près de 1 000 évacuations médicales publiques et privées ont lieu chaque année, en provenance de régions plus isolées ou à destination des grands centres. L'aéroport est le lieu de travail régulier d'environ 150 personnes.

### Mouvements passagers et aériens
La moyenne annuelle des passagers, au cours des cinq dernières années, se situe à près de 121 000 (143 479 en 2013), tandis que la moyenne annuelle des mouvements aériens approche les 20 000 au cours des cinq dernières années.

## Installations aéroportuaires

### Terrains
L’aéroport est d'une superficie de 254 hectares. L'altitude dans ce secteur varie de 295 mètres à 302 mètres (970 pieds à 990 pieds).

### Aires de mouvement
La piste a une longueur pavée de 2 286 mètres et une largeur de 45,7 mètres. L'aire de trafic a une superficie pavée de 19 063 mètres carrés et est reliée à la piste par deux voies de circulation asphaltées.
Une aire de stationnement, avec prises de courant permettant le stationnement des aéronefs de passage et basés à l'aéroport, est aménagée à l'ouest de l'aérogare.
La capacité structurale de la piste, des voies de circulation ainsi que l'aire de trafic permet le mouvement d'appareils tels que Boeing 737 et Airbus A320.

### Aérogare
Une nouvelle aérogare d'une superficie de plus de 3 100 mètres carrés a été inaugurée le 17 juin 2022 après des investissements totalisant 54 millions de dollars. Les services suivants y sont notamment disponibles:
- vols réguliers à horaire fixe (transporteurs aériens) ;
- vols nolisés ;
- comptoirs d'enregistrement ;
- service de restauration ;
- salle de détente et de travail ;
- salles de conférence ;
- comptoirs de location de voitures ;
- service de taxis

La minière Glencore possède des bureaux administratifs, d’une superficie de près de 900 mètres carrés, qui sont connexes à l’aérogare.
Des terrains de stationnements publics et privés, d'une capacité de 1 400 véhicules sont disponibles.

### Station d'information de vol
NAV Canada exploite une station d'information de vol qui offre des services consultatifs 24 heures par jour. Ces services sont également dispensés à distance à certains moments de la journée aux aéroports de Val-d’Or, de Roberval et de Saint-Hubert. L'édifice de la station d'information de vol est un bâtiment de quatre étages qui abrite aussi les locaux de l'administration aéroportuaire, il a une superficie totale de 650 mètres carrés.

#### Aides à la navigation
- radiophare d'alignement de piste (Localizer);
- dispositif de mesure de distance (DME);
- radiophare non directionnel (NDB).

### Bâtiments de services
Un entrepôt d’équipements lourds servant aux opérations de l’aéroport a été construit en 2009 afin de remplacer un bâtiment ancien. Ce bâtiment abrite le centre de coordination des mesures d'urgence et permet d’entreposer des véhicules lourds et d'autres équipements ainsi que d'en effectuer l'entretien. Un agrandissement, fut complété à l’automne 2011. Plusieurs autres bâtiments sur le terrain sont destinés à de l’entreposage dont un entrepôt à sable de 145 mètres carrés (476 pieds carrés) et deux entrepôts pour remiser le matériel totalisant 580 mètres carrés (1 900 pieds carrés). L'aéroport possède son propre réseau d'aqueduc et d'égouts.

### École de pilotage
L’École d’Aviation Rouyn-Noranda offre des services d’entrainement en vol complets depuis 2006. Ceux-ci comprennent les licences de pilotage, la qualification d'instructeurs et diverses qualifications de vol (vols aux instruments, multimoteurs, VFR-OTT, de nuit, sur hydravion).

### Propair
La compagnie Propair est propriétaire de deux hangars, l’un d'une superficie de 1 761 mètres carrés (18 960 p2) et l’autre d’une dimension de 1 486 mètres carrés (16 000 p2). Le premier sert à la maintenance des aéronefs, en plus d’accueillir les bureaux de la maintenance et des opérations de vol. Le deuxième sert à l'entreposage de matériel destiné au transport aérien pour les minières et loge les bureaux administratifs.
L’entreprise est spécialisée dans l'affrètement d'aéronefs et dans l’évacuation médicale d’urgence, en plus de fournir des services d'escale, d'avitaillement (100LL et Jet A-1) et de logistique.

## Compagnies aériennes et destinations
| Compagnies         | Destinations                                                                                      |
| ------------------ | ------------------------------------------------------------------------------------------------- |
| Air Canada Express | Montréal (P.-E.-Trudeau)                                                                          |
| Air Creebec        | Charter: Mine Éléonore, Val-d'Or                                                                  |
| Air Liaison        | Québec (Jean-Lesage)                                                                              |
| Glencore           | Charter: Kattiniq-Donaldson, Montréal (P.-E.-Trudeau)                                             |
| Hydro-Québec       | Charter: Montréal (P.-E.-Trudeau), Nemiscau/Nemaska, Radisson Grande-Rivière, Saguenay-Bagotville |

## Location de voitures
- National
- Budget